# Liste der Wiener Parks und Gartenanlagen/Donaustadt
Diese Liste umfasst jene Parks und Gartenanlagen, die sich im 22. Wiener Gemeindebezirk Donaustadt befinden und einen Namen tragen:
| Name                                              | Bild | Standort                                           | Jahr der Errichtung                  | Benannt nach | Fläche in m² | Bauten | Kunstobjekte | Naturdenkmäler    | Anmerkungen |
| ------------------------------------------------- | ---- | -------------------------------------------------- | ------------------------------------ | --- | ------------ | --- | --- | ----------------- | --- |
| Anton-Stummer-Park                                |      | Wohnpark Neu-Stadlau Koordinaten                   | 2023 (Benennung)                     | Anton Stummer (1940–2021), Unternehmer, Lokalpolitiker                                                                   | 4.000        | | |                   | |
| Astrid-Lindgren-Park                              |      | Asperner Heldenplatz Koordinaten                   | 2013 (Benennung)                     | Astrid Lindgren | 6.240        | | |                   | |
| Bill-Grah-Park                                    |      | Fatty-George-Gasse Koordinaten                     | 1999                                 | Bill Grah | 3.680        | | Jazzskulptur (Grausam, 2000), Gedenkstein für Bill Grah |                   | |
| Cholewkapark                                      |      | Moissigasse Koordinaten                            | 2012 (Benennung)                     | Ladislaus Cholewka (1910–1970), Gewerkschaftsfunktionär und Obmann der Kaisermühlner Kinderfreunde                       | 7.780        | | Denkmal für Alexander Moissi |                   | |
| Donauinsel                                        |      | Koordinaten                                        | 1988                                 | | 3.900.000    | | Skulpturengruppe „Passanten“ (Traub, 1985), Plastik „Zeitweise“ (Deacon, 1993) | 718 (Toter Grund) | Ursprünglich als Hochwasserschutzmaßnahme angelegt Teilweise im 21. Bezirk gelegen (siehe die Liste des 21. Bezirks, dort sind auch die in diesem Teil gelegenen Objekte aufgeführt) |
| Donaupark                                         |      | Kaisermühlen Koordinaten                           | 1964                                 | der Donau | 632.966      | der Donauturm (Lintl), Korea-Kulturhaus, ehem. See-Restaurant (Schlauss), beide 1964, div. Gebäude des Stadtgartenamts | Papstkreuz (1983), Denkmäler für lateinamerikanische Revolutionäre und Staatsmänner (Bolívar, San Martín, Martí, Artigas, Guevara, Allende), Paracelsus und Üzeyir Hacıbəyov, Reliefwand Kaffeehausszene und Bodenmosaik Vögel (beide Leherb), Skulptur König und Königin (Goebel), Metallskulptur Das Goldene Kalb (Wolf, 1985), Mosaikwand Vögel (auf das ehemals hier befindliche Vogelhaus Bezug nehmend), mehrere abstrakte Skulpturen (Walenta, Lenassi, Savinšek u. a.), Bodenschachspiel (Peschke) |                   | Aus der WIG 1964 hervorgegangen, Gartenbaudenkmäler unter Schutz, Bauten unter Schutz                                                                                                |
| Ernst-Paul-Zimper-Park                            |      | Am langen Felde Koordinaten                        | 2021                                 | Ernst Paul Zimper, Bezirkspolitiker                                                                                      | 2.500        | | |                   | |
| Gusti-Wolf-Park                                   |      | Budaugasse Koordinaten                             | 2013 (Benennung)                     | Gusti Wolf | 3.980        | | |                   | |
| Hans-Hass-Park                                    |      | Schödlbergergasse Koordinaten                      | 2018 (Benennung)                     | Hans Hass | 1.950        | | |                   | |
| Hirschstettner Aupark                             |      | Stadlauer Straße Koordinaten                       |                                      | dem ehemaligen Vorort Hirschstetten                                                                                      | 30.240       | | |                   | |
| Ingeborg-Bachmann-Park                            |      | Melangasse / Murrstraße Koordinaten                | 2003 (Benennung)                     | Ingeborg Bachmann | 12.060       | | |                   | |
| Jakob-Bindel-Park                                 |      | Süßenbrunner Straße Koordinaten                    | Anfang 1990er                        | Jakob Bindel (1901–1992), Verleger, Buchhändler, Ehrenvorsitzender der Kinderfreunde                                     | 6.530        | | |                   | |
| Jakob-Rosenfeld-Park                              |      | Komzakgasse Koordinaten                            | 2007 (Benennung)                     | Jakob Rosenfeld | 1.890        | | Gedenkstein für Rosenfeld (nicht mehr vorhanden) |                   | |
| Jazzpark Essling                                  |      | Esslinger Hauptstraße Koordinaten                  | 2007 (Benennung)                     | dem darin befindlichen Jazzmuseum                                                                                        | 3.470        | Ein Pissoir und ein WC-Pavillon (Fa. Beetz), in dem die Exponate des Jazzmuseums untergebracht sind, „Kulturstadel“    | Kriegerdenkmal |                   | Pissoir und WC-Pavillon unter Schutz, das Pissoir befand sich vor seiner Restaurierung am Laubeplatz in Favoriten                                                                    |
| Kirschblütenpark                                  |      | Ogugasse Koordinaten                               | 2003 (Benennung)                     | der Japanischen Kirschblüte                                                                                              | 35.000       | | Mahnstein gegen die Gefahren der Atomenergie |                   | Namensgebung im Zusammenhang mit der Verpartnerung von Donaustadt und Arakawa. 2015 stark vergrößert                                                                                 |
| Ladinigpark                                       |      | Breitenleer Straße / Senekowitschgasse Koordinaten | 2018 (Benennung)                     | Gernot Ladinig (1959–2003), Senatsrat, Mitarbeiter von Wiener Gewässer, Verdienste um die Wasserqualität der Alten Donau |              | | |                   | |
| Lagerwiese Kaiserwasser (Parkanlage Kaiserwasser) |      | Weissauweg Koordinaten                             |                                      | nach dem Kaiserwasser, einer Bucht der Alten Donau in Kaisermühlen                                                       | 46.870       | | |                   | |
| Lagerwiese Rehlacke                               |      | Lagerwiesenweg Koordinaten                         |                                      | dem einstigen Sammelplatz von Rehen bei einer kleinen Lacke                                                              | 40.960       | | |                   | Der angrenzende Lagerwiesenweg wurde 1965 nach dieser Lagerwiese benannt |
| Lobau                                             |      | Koordinaten                                        | 1926 (Ernennung zum Naturschutzpark) | einem Flurnamen | 23.000.000   | Zwei ehemalige Hofjägerhäuser, div. Wirtschaftsgebäude                                                                 | Demelkreuz, div. Gedenksteine an die Napoleonische Kampagne 1809 |                   | Hofjägerhäuser und Napoleon-Gedenksteine unter Schutz. Gesamte Fläche unter Naturschutz und Teil des Nationalparks Donau-Auen                                                        |
| Lumbyepark                                        |      | Sophie-Scholl-Gasse Koordinaten                    | 2011 (Benennung)                     | Hans Christian Lumbye | 4.500        | | |                   | Volkstümlich nach der nahegelegenen Heustadelgasse Heustadelpark genannt |
| Otto-Affenzeller-Park                             |      | Rugierstraße Koordinaten                           | 2008 (Benennung)                     | Otto Affenzeller (1947–2006), Bezirksrat, Vorsitzender der Kulturkommission für den 22. Bezirk                           | 9.240        | | |                   | |
| Rudolf-Köppl-Park                                 |      | Rudolf Köppl-Gasse Koordinaten                     |                                      | Rudolf Köppl | 4.480        | | |                   | |
| Stadlauer Bahnhofspark                            |      | Am Bahnhof Koordinaten                             | 2011 (Benennung)                     | beim Bahnhof Stadlau | 2.450        | Ehemaliger Lagerschuppen des Stadtgartenamtes (Objekt XXII/3 des 2. Gartenbezirks)                                     | |                   | |
| Trygve-Lie-Park                                   |      | Stavangergasse Koordinaten                         | 1997                                 | Trygve Lie | 3.880        | | Gedenksteine für Lie (Wilfan) |                   | |

## Parkflächen in derSeestadt Aspern
| Name               | Bild | Standort                                        | Jahr der Errichtung | Benannt nach                                                                        | Fläche in m² | Bauten | Kunstobjekte                                                                                                  | Naturdenkmäler | Anmerkungen                                                                     |
| ------------------ | ---- | ----------------------------------------------- | ------------------- | ----------------------------------------------------------------------------------- | ------------ | ------ | --- | -------------- | ------------------------------------------------------------------------------- |
| Elinor-Ostrom-Park |      | Käthe-Recheis-Gasse Koordinaten                 | 2021                | Elinor Ostrom                                                                       | 30.000       |        | |                |                                                                                 |
| Hannah-Arendt-Park |      | Hannah-Arendt-Platz Koordinaten                 | 2014–2015           | Hannah Arendt                                                                       | 15.000       |        | Zitatinschrift in der Raseneinfassungsmauer: Niemand hat das Recht zu gehorchen (Hannah Arendt zugeschrieben) |                |                                                                                 |
| Madame-d'Ora-Park  |      | Im südwestlichen Teil der Seestadt Koordinaten  | 2016 (Eröffnung)    | Madame d’Ora (Dora Kallmus)                                                         | 25.000       |        | |                | Im Park befindet sich der Gemeinschaftsgarten Madame d’Ora mit etwa 100 Beeten. |
| Seepark            |      | Janis-Joplin-Promenade Koordinaten              | 2014–2015           | dem zentralen See                                                                   | 48.200       |        | |                |                                                                                 |
| Yella-Hertzka-Park |      | Im nordwestlichen Teil der Seestadt Koordinaten | 2014–2015           | Yella Hertzka (1873–1948), Gründerin und Leiterin einer Gartenbauschule für Mädchen | 16.000       |        | |                |                                                                                 |